# Congé-sur-Orne
Congé-sur-Orne is een gemeente in het Franse departement Sarthe (regio Pays de la Loire) en telt 296 inwoners (2005). De plaats maakt deel uit van het arrondissement Mamers.

## Geografie
De oppervlakte van Congé-sur-Orne bedraagt 11,0 km², de bevolkingsdichtheid is 26,9 inwoners per km².
De onderstaande kaart toont de ligging van Congé-sur-Orne met de belangrijkste infrastructuur en aangrenzende gemeenten.

## Demografie
Onderstaande figuur toont het verloop van het inwonertal (bron: INSEE-tellingen).